# Aphaenogaster burri
Aphaenogaster burri é uma espécie de inseto do gênero Aphaenogaster, pertencente à família Formicidae.